# Badminton na Island Games 2011
Rozgrywki badmintona na Island Games 2011 rozgrywane były 26 czerwca – 1 lipca 2011 roku w Ryde High School na wyspie Wight. Wzięło w nich udział 186 zawodników.

## Kalendarz
| G | Faza grupowa | M | Miejsca 5-12 | P | Pierwsza runda (1/32) | D | Druga runda (1/16) | T | Trzecia runda (1/8) | ¼ | Ćwierćfinały | ½ | Półfinały | F | Finał |

| Data → Konkurencja ↓    | Pon 26 | Pon 26 | Pon 26 | Pon 26 | Pon 26 | Wto 27 | Wto 27 | Wto 27 | Wto 27 | Wto 27 | Śro 28 | Śro 28 | Śro 28 | Śro 28 | Śro 28 | Czw 29 | Czw 29 | Czw 29 | Czw 29 | Czw 29 | Pią 30 | Pią 30 | Pią 30 | Pią 30 | Pią 30 | Sob 1 |
| ----------------------- | ------ | ------ | ------ | ------ | ------ | ------ | ------ | ------ | ------ | ------ | ------ | ------ | ------ | ------ | ------ | ------ | ------ | ------ | ------ | ------ | ------ | ------ | ------ | ------ | ------ | ----- |
| Gra pojedyncza mężczyzn |        |        |        |        |        |        |        |        |        |        | P      | D      | T      | ¼      | ½      |        |        |        |        |        |        |        |        |        |        | F     |
| Gra pojedyncza kobiet   |        |        |        |        |        |        |        |        |        |        |        |        |        |        |        | P      | D      | T      | ¼      | ½      |        |        |        |        |        | F     |
| Gra podwójna mężczyzn   |        |        |        |        |        |        |        |        |        |        |        |        |        |        |        | D      | T      | ¼      | ½      |        |        |        |        |        |        | F     |
| Gra podwójna kobiet     |        |        |        |        |        |        |        |        |        |        |        | D      | T      | ¼      | ½      |        |        |        |        |        |        |        |        |        |        | F     |
| Gra podwójna mieszana   |        |        |        |        |        |        |        |        |        |        |        |        |        |        |        |        |        |        |        |        |        | D      | T      | ¼      | ½      | F     |
| Konkurencja drużynowa   | G      | G      | G      | G      | G      | M      | ½      | M      | M      | F      |        |        |        |        |        |        |        |        |        |        |        |        |        |        |        |       |

## Medaliści
| Konkurencja             | Złoto             | Srebro              | Brąz             |
| Gra pojedyncza mężczyzn | Joshua Green      | Bror Madsen         | Paul Le Tocq     |
| Gra pojedyncza kobiet   | Anna Showan       | Kiara Green         | Kimberley Clague |
| Gra podwójna mężczyzn   | Eystuoy – Poulsen | Le Moigne – Le Tocq | Green – Li       |
| Gra podwójna kobiet     | Green – Lloyd     | Garbutt – Stuart    | Callow – Clague  |
| Gra podwójna mieszana   | Garbutt – Le Tocq | Eystuoy – Poulsen   | Showan – Walder  |
| Konkurencja drużynowa   | Guernsey          | Wyspa Man           | Wyspy Owcze      |

## Tabela medalowa
Tabela medalowa przedstawiała się następująco:
| Klasyfikacja medalowa |             |       |        |      |       |
| Lp.                   | Kraj        | złoto | srebro | brąz | razem |
| 1.                    | Guernsey    | 3     | 3      | 1    | 7     |
| 2.                    | Wyspa Man   | 1     | 1      | 3    | 5     |
| 3.                    | Wyspy Owcze | 1     | 1      | 1    | 3     |
| 4.                    | Wight       | 1     | 0      | 1    | 2     |
| 5.                    | Grenlandia  | 0     | 1      | 0    | 1     |
|                       | Razem       | 6     | 6      | 6    | 18    |